# Avenue de la Libération (Saint-Étienne)
Pour les articles homonymes, voir Avenue de la Libération.
L'Avenue de la Libération est une avenue de Saint-Étienne.

## Origine du nom
Le nom de la voie fait référence à la libération de Saint-Étienne, le 20 août 1944.

## Historique
Au début du XXe siècle, c'est par l'étroite rue de Lyon que l'on entre ou sort de Saint-Étienne par le faubourg Est et le hameau de la Montat.
Déjà en 1901, un projet prévoyait le percement d'une nouvelle rue allant de la place Dorian à la place de la Montat (place Fourneyron) grâce au "redressement" de la rue de Lyon.
En 1905, l'installation du lycée de garçons (Claude Fauriel) et de l'École professionnelle de garçons (actuel lycée Étienne Mimard) finissent de fermer le panorama du quartier de l'hôpital.
Le percement d'une grande artère de circulation va s'imposer logiquement comme une ouverture vers la vallée du Rhône. Les différents projets présentés à l'époque prévoyaient soit le redressement et l'élargissement aux nouvelles normes parisiennes de la vieille rue de Lyon soit le doublement de l'axe ancien par une nouvelle avenue. Ce fut finalement la seconde option qui fut retenue.
En 1905, le vieil hôpital et son quartier (faubourg du XVIIIe siècle) sont rasés et les travaux commencent.
L'avenue du président Faure verra la construction de bâtiments institutionnels dont la ville avait besoin (poste et hôtel ingénieurs des mines), l'implantation d'immeubles bourgeois et la mise en service d'une ligne de tramway desservant la gare de Châteaucreux.
Nommée à l'origine avenue du Président Faure, puis avenue du Maréchal Pétain et enfin de la Libération, cette avenue stéphanoise pourrait être définie comme un percement haussmannien tardif.